# ラ・クールヌーヴ
ラ・クールヌーヴ （La Courneuve）は、フランス、イル＝ド＝フランス地域圏、セーヌ＝サン＝ドニ県のコミューン。

## 地理
ペイ・ド・フランス地方、パリ北部郊外にあるラ・クールヌーヴは、19世紀以降数本の鉄道が敷かれたことで産業化が進んだ。湿地の多い土地柄で、セーヌ川の小さな支流、クルー川が流れている。クルー川は定期的に起きる豪雨でコミューンに浸水したため、20世紀初頭から地下河川へ転換された。

## 歴史

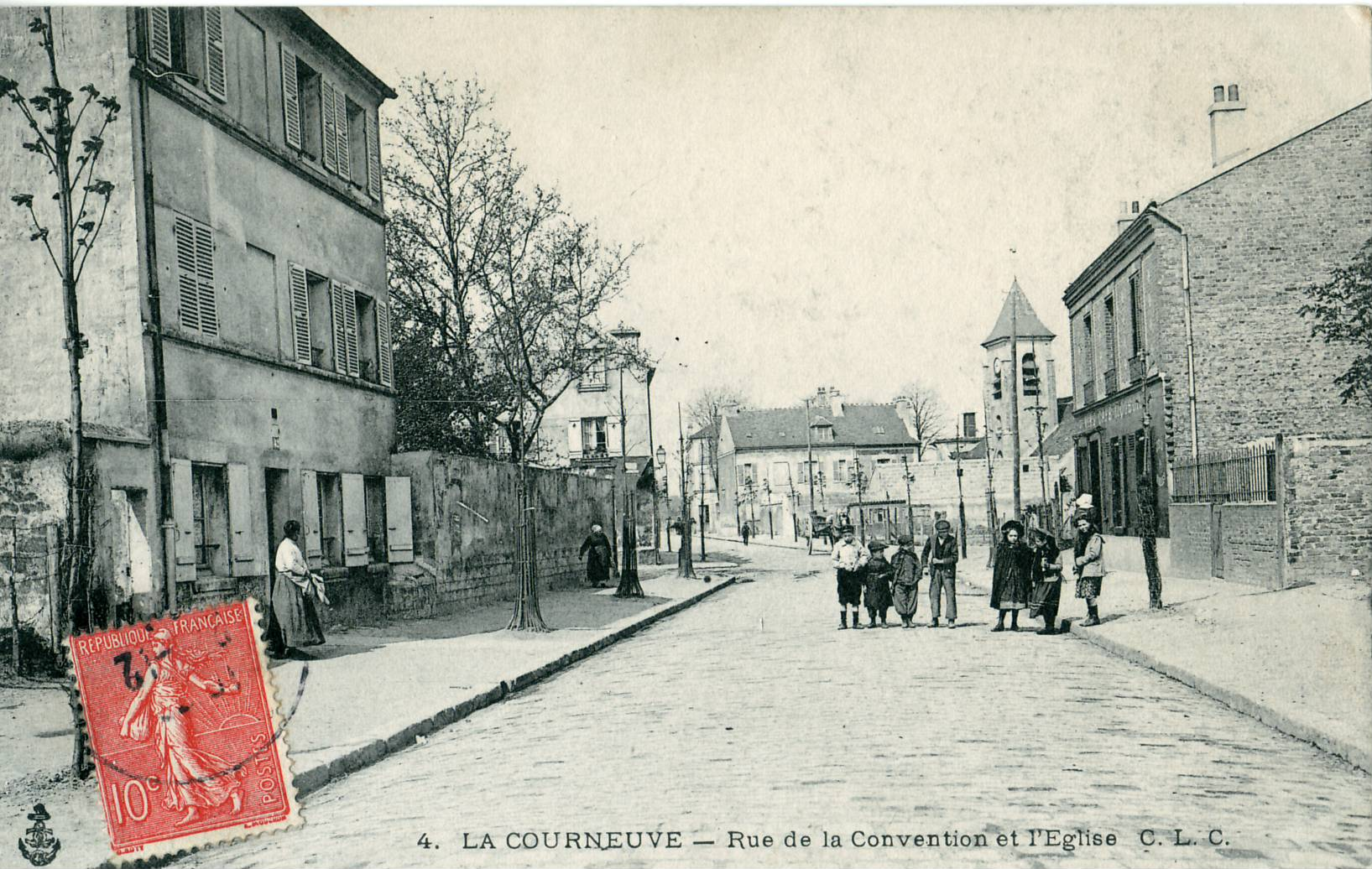
20世紀初頭のラ・クールヌーヴ。奥がサン＝リュシアン教会

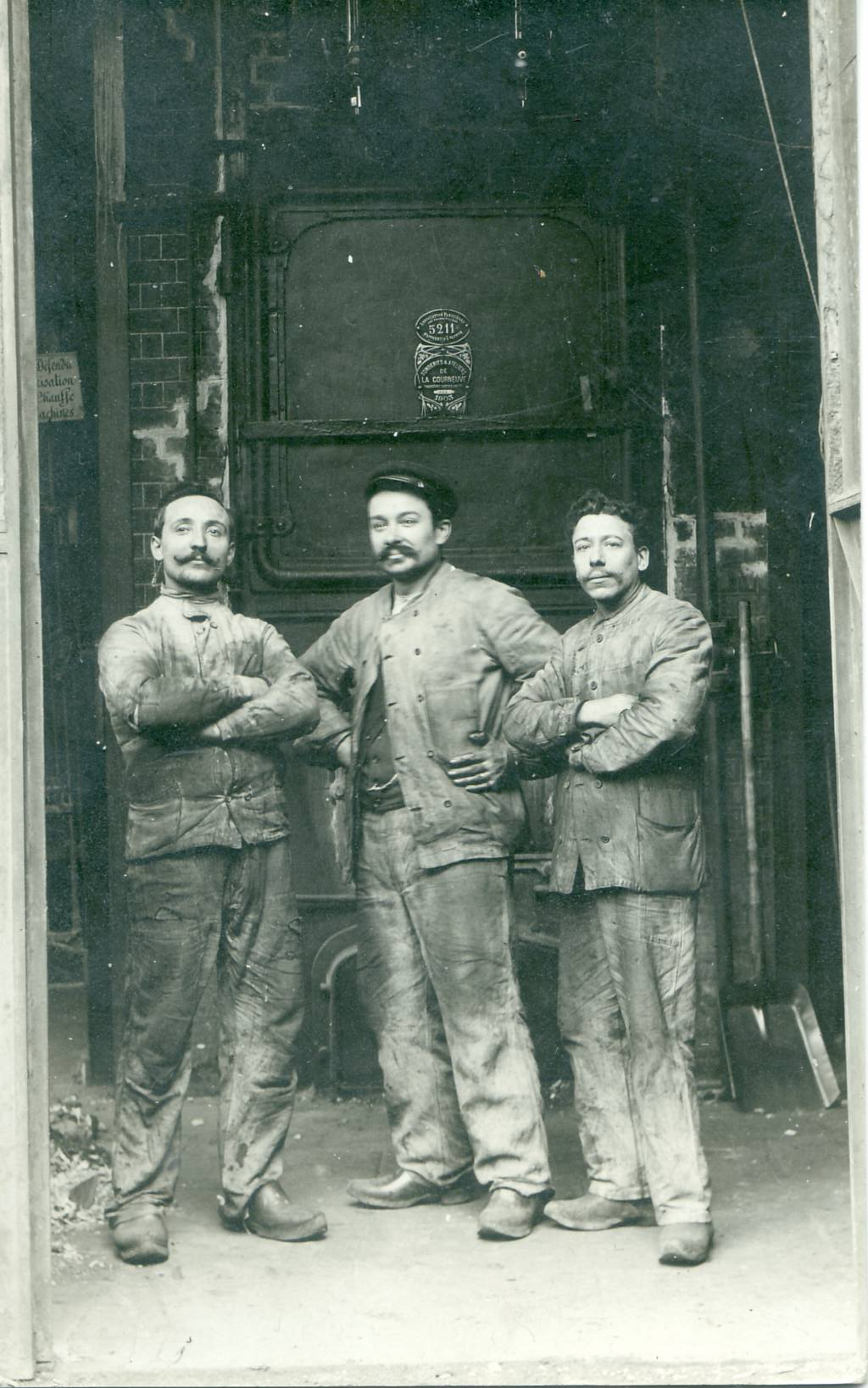
工場労働者たち、1903年

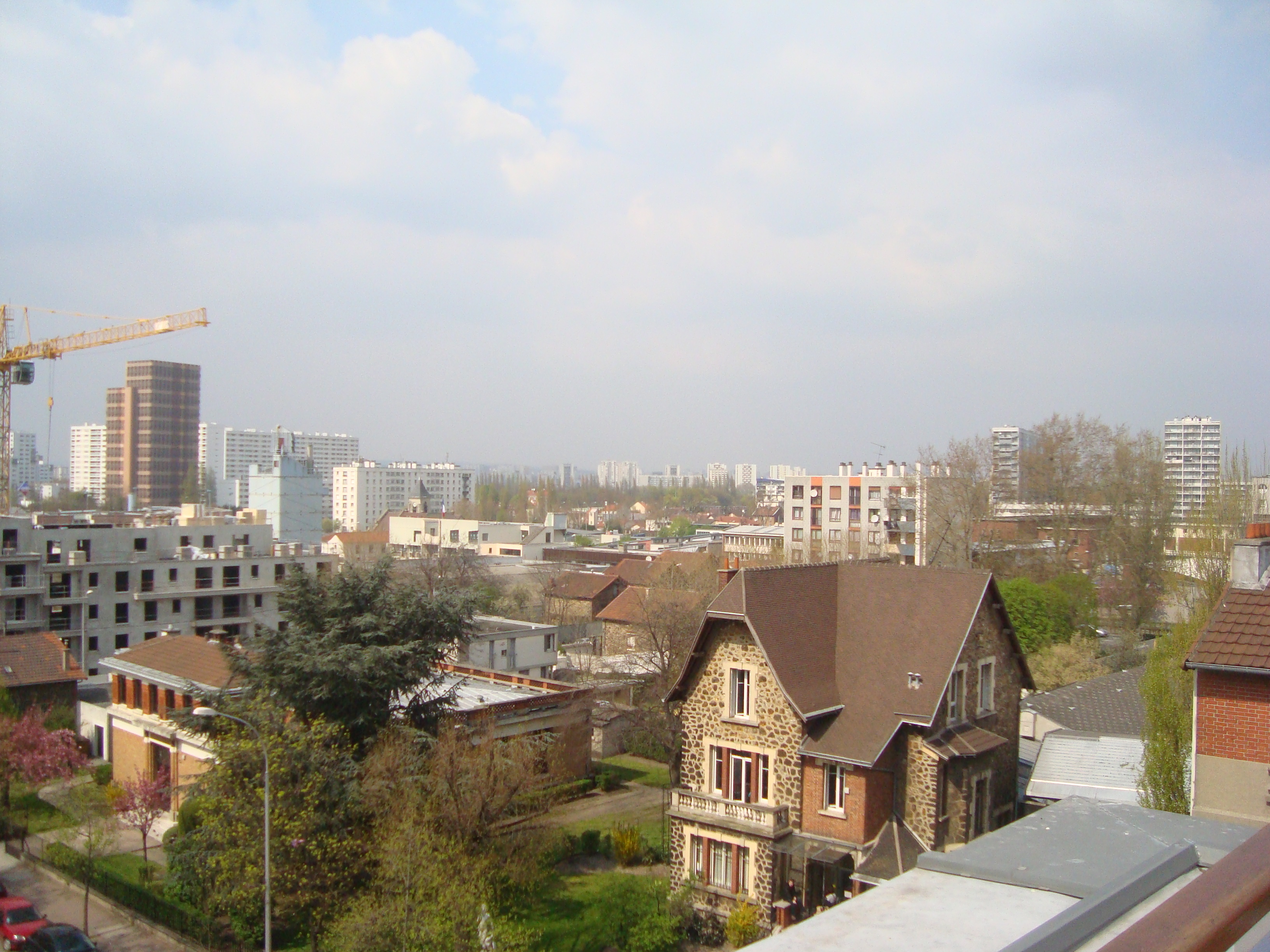
コミューン北部の集合住宅群

かつてのラ・クールヌーヴはサン＝リュシアン（Saint Lucien）と呼ばれていた。13世紀にこの村はクールヌーヴ（Courneuve）と改名された。クールヌーヴとは、新しい土地を意味するラテン語のキュリア・ノウァ（Curia Nova）またはキュルティス・ノウァ（Curtis Nova）から派生している。これはサン＝ドニ修道院長シュジェールがこの土地の入植者たちに言及したものである。シュジェールはサン＝リュシアンを愛し、自身が好んで指示したブドウの植林地、それら全ての美化を愛していると話していた。
1896年のクールヌーヴは、いまだ農業活動が最重要で、700ヘクタールが野菜を中心に栽培する農地であったが、既に産業活動も存在していた。特に、工芸と錠前工場では150人が雇用され、綿の染色作業では50人の男女が働いていた。村には1789人が住んでいた。住民は576世帯で、515が住宅、23が工房、35が商店だった。
1923年、レーモン・ポワンカレ大統領はクロワ・ド・ゲール勲章のコミューンを表彰した。そして、1918年3月5日のクールヌーヴの災害に続いて、フランドル道（現在のN2）にある武器保管庫にあった15万個の手榴弾が爆発し、24人の死者を含む大勢の負傷者を出した、軍の命令について言及した。
1863年、かつてのフランドル道沿いにリガユの工場が移転してきた。それはノワール・ド・フュメ（fr、カーボンブラックの一種）の工場だった。クールヌーヴ初の産業活動だった。1935年に工場はコミューンが購入し、建物は廃止され、工場の土地は広場になった。
1885年には蒸気機関のタービンとガスのタービンを生産するラトー社、1907年には機械部品のジョンソン・エ・フィス社、1914年には切削機械製造のメカノ社がやってきた。しかし第一次世界大戦期には、野菜畑や広大な工業団地が並列され、蒸気機関車が通過する地点となった。
第二次世界大戦中、シュザンヌ・マッソンら労働組合活動家たちはレジスタンス運動を組織した。1943年と1944年、クールヌーヴは連合国軍の空爆対象となった。

## 統計
1950年代後半から1960年代にかけ、住宅団地の建設にひかれ多くの住民がやってきた。これら集合住宅は、パリで働く労働者、北アフリカからの帰国者、次いでアフリカ移民らスラム住民を新たな住居に移すことを可能にした。1980年代から1990年代は、アジア移民、中国人、パキスタン人、タミル人が大量に流入した。

## 交通
- 道路 - A1、A86
- 鉄道 - パリメトロ7号線ラ・クールヌーヴ-ユイ・メ・ミルヌフサンキャラントサンク駅。トラム1号線。RER B線ラ・クールヌーヴ＝オーベルヴィリエ駅。

## 姉妹都市
- ヤコ、ブルキナファソ
- ヴィトゥラーツィオ、イタリア
- プレショフ、スロバキア
- オコタル、ニカラグア

## 出身人物
- ハリス・ベルケブラ - サッカー選手